# Rosental (München)
Das Rosental in München liegt in der Altstadt und verläuft ab der Kreuzung mit der Sendlinger Straße vom Färbergraben kommend nach Südosten bis zur Kreuzung mit der Prälat-Zistl-Straße. Jenseits der Prälat-Zistl-Straße setzt sie sich als Viktualienmarkt nach Norden fort.

## Geschichte
In Anlehnung an die nahe Rosenstraße wurde das Rosental (zunächst: Rosenthal) benannt. Bis ins 15. Jahrhundert hieß die Straße Krottental (nach dem Wort Kröte), weil dort aus dem Stadtgraben abends ein Froschkonzert zu hören war.
Folgende Straßen und Plätze bildeten einen gemeinsamen Straßenzug, der historisch um den Frauenplatz mit der Frauenkirche und den Kern der Altstadt herumführte: Sparkassenstraße – Viktualienmarkt – Rosental – Färbergraben – Augustinerstraße – Schäfflerstraße – Marienhof – Hofgraben und Pfisterstraße bis zurück zur Sparkassenstraße.

## Lage
Das Rosental verläuft ab der Kreuzung mit der Sendlinger Straße vom Färbergraben kommend nach Südosten bis zur Kreuzung mit der Prälat-Zistl-Straße. Jenseits der Prälat-Zistl-Straße setzt sie sich als Viktualienmarkt nach Norden fort, wobei Viktualienmarkt sowohl die Bezeichnung für den Lebensmittelmarkt, als auch für die bis zum Tal daran entlang  laufende Straße als Verlängerung des Rosentals darstellt. Sie kreuzt den nach Nordosten verlaufenden Rindermarkt und den nach Südwesten verlaufenden Oberanger.

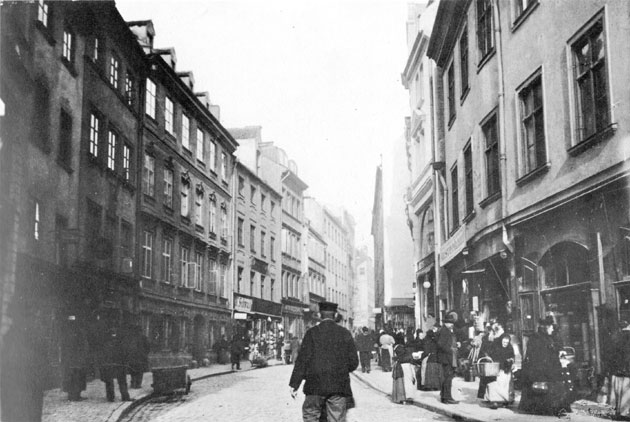
Rosental Richtung Westen, etwa 1890